# 斯旺斯顿街

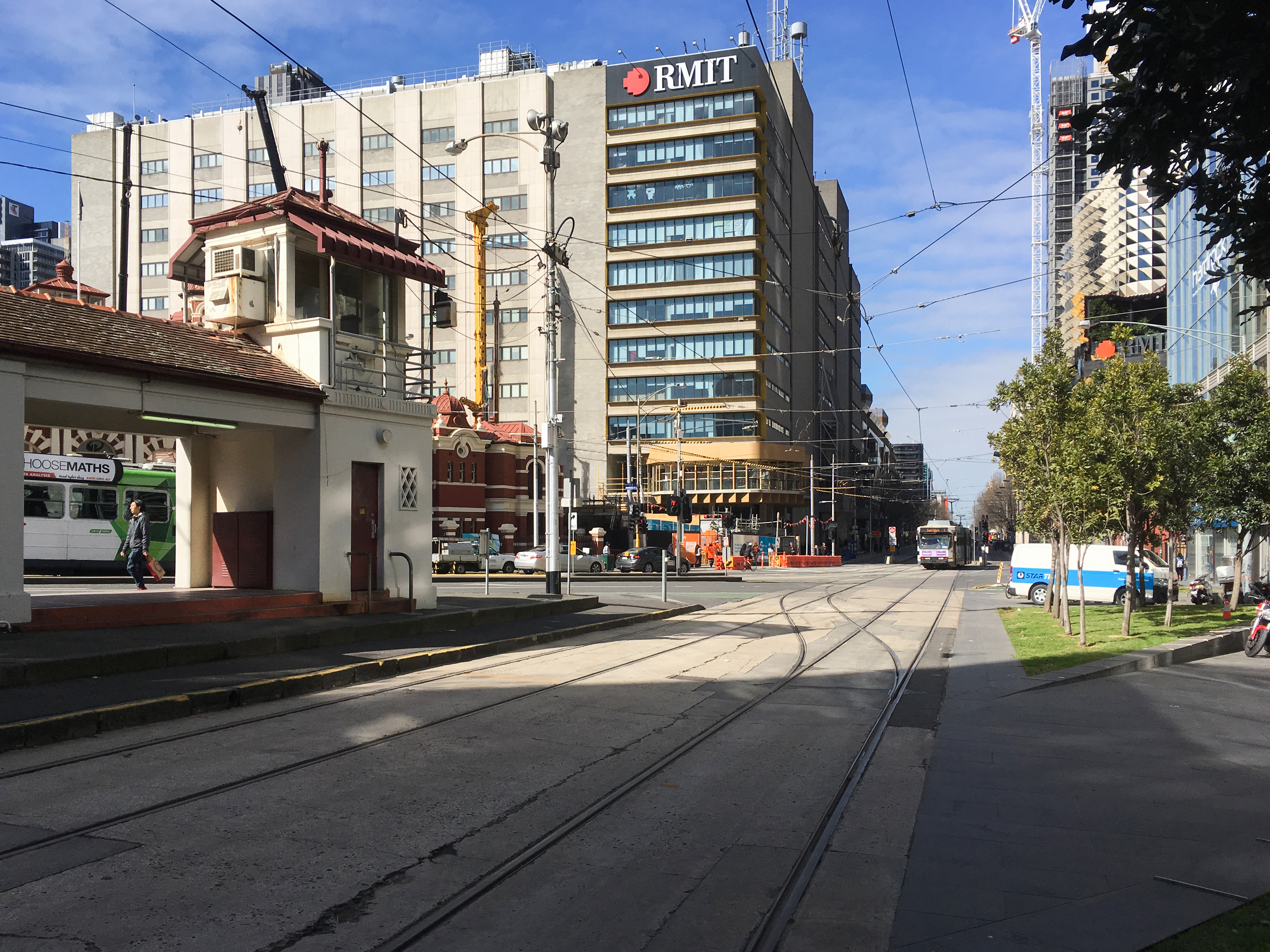
斯旺斯顿街近RMIT，攝於2017年

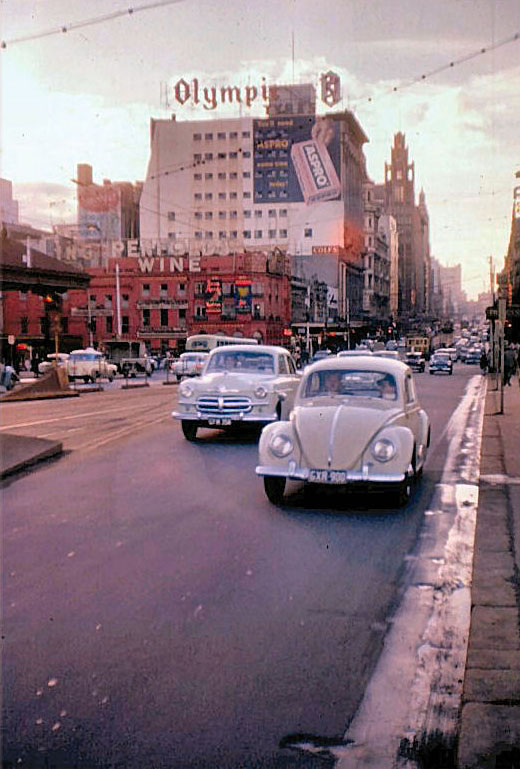
斯旺斯顿街，攝於1959年

斯旺斯顿街，舊譯市灣慎街，是澳大利亚墨尔本南北纵贯市中心的一条主要街道，1837年开辟，为霍德尔路网（Hoddle Grid）中央商务区的一部分。它得名于塔斯马尼亚银行家查理·斯旺斯顿。
斯旺斯顿街的西面是伊丽莎白街，东面是罗素街。向南跨过雅拉河上的王子桥，然后是圣基尔达路。向北离开中央商务区后，经过墨尔本大学，止于墨尔本总公墓。本段原名马德莱恩街（Madeline Street）。
这条街经过许多墨尔本地标，包括帝苑剧院、曼彻斯特统一大厦、圣保罗座堂、联邦广场、弗林德斯街车站、墨尔本市政厅、维多利亚州立图书馆、城市广场和維多利亞女王村购物中心、科廷楼、杨和杰克逊酒店以及现场音乐表演场地Hi-Fi 酒吧。墨尔本大学和墨尔本皇家理工大学都在斯旺斯顿街上。